# Fare l'amore (singolo)
Fare l'amore è un brano musicale della cantante italiana Mietta, composto da Pasquale Panella, Armando e Giuseppe Mango e pubblicato dalla Warner Music Italy come singolo nel febbraio del 2000.

## Descrizione
Il brano, scritto da Mango, viene presentato da Mietta al Festival di Sanremo 2000. Nonostante il voto penalizzante della giuria di qualità, che lo fa retrocedere dalla quinta posizione fino alla tredicesima, Mietta riceve l'applauso più lungo della platea e un successo immediato. Per la promozione del lavoro la cantante ha indossato abiti d'alta moda firmati Roberto Cavalli, adatti alle liriche spiccatamente erotiche di Pasquale Panella. Mietta ha definito la canzone "garbatamente sensuale" perché parla "dell’atto d’amore nella maniera più delicata possibile". Riguardo alla musica di Mango, invece, ha dichiarato:
Fare l'amore è  stato inciso su cd single e vinile, nonché come brano d'apertura dell'album raccolta Tutto o niente, pubblicato a ridosso del Festival e premiato con il disco di platino.
Ne è stato prodotto un videoclip con la regia di Federico Brugia.

## Tracce
CDS
1. Fare l'amore
2. Fare l'amore (La-tino radio mix)
3. Fare l'amore (Eos remix)
4. Fare l'amore (Eos radio remix)

Download digitale
1. Fare l'amore

Vinile
1. Fare l'amore (La-tino Radio Mix)
2. Fare l'amore
3. Fare l'amore (EOS Remix)
4. Fare l'amore (EOS Radio Remix)

## Classifiche
| Classifica (2000) | Posizione massima |
| ----------------- | ----------------- |
| Italia            | 15                |